# Coupe du monde de snooker
La Coupe du monde de snooker (en anglais World Cup) est un tournoi professionnel de snooker qui se joue en équipes. Il fut d'abord organisé de 1979 à 1983, puis de 1985 à 1990, et en 1996. Depuis 2011, la compétition a lieu tous les deux ans à Wuxi, en Chine et appartient à la catégorie non-classée.
Les tenants du titre sont les joueurs écossais John Higgins et Stephen Maguire de l'équipe d'Écosse.

## Historique
La première édition porte le nom de World Challenge Cup et se déroule en 1979 à Birmingham. Six équipes participent : l'Angleterre, l'Irlande du Nord, le Pays de Galles, le Canada, l'Australie et une équipe « reste du monde ». Ces équipes sont partagées en deux groupes, la meilleure équipe de chaque groupe se qualifiant pour la finale. L'édition de 1980 déménage au New London Theatre (en) à Londres. L'équipe d'Irlande du Nord est alors remplacée par une équipe All-Ireland.
Le tournoi est renommé World Team Classic en 1981 et prend place au théâtre Hexagon de Reading. Le format de la compétition est changé ; les deux meilleures équipes de chaque groupe se qualifient pour les demi-finales et le nombre d'équipes est porté de six à sept : l'équipe « reste du monde » est remplacée par une équipe d'Écosse et l'équipe All-Ireland est supprimée et remplacée par des équipes d'Irlande et d'Irlande du Nord. Le tournoi n'est pas reconduit en 1983 pour des raisons de parrainage et sa place dans le calendrier est prise par le Grand Prix.
La compétition est relancée au cours de la saison suivante et a lieu au printemps, elle est alors renommée Coupe du monde et se déroule à Bournemouth. Le tournoi opte pour un format à élimination directe et rassemble huit équipes : l'Irlande et l'Irlande du Nord ne constitue plus qu'une seule équipe (All-Ireland) et l'Angleterre est partagée en deux équipes ; l'Angleterre A et l'Angleterre B. Mais le tournoi s'arrête après l'édition de 1990.
Une autre édition est organisée en 1996 à Bangkok en Thaïlande mais ne prend pas et le tournoi est de nouveau supprimé.
En mars 2011, la World Professional Billiards and Snooker Association annonce le retour de ce tournoi dans le calendrier. Il se tient en juillet 2011 au Bangkok Convention Centre à Bangkok et appartient à la catégorie non-classée. En tout, ce sont 22 équipes de deux joueurs qui y participent. Interrompue pendant quatre ans, l'épreuve est rejouée en 2015 à Wuxi en Chine, où elle s'installe pour les autres éditions qui sont depuis organisées tous les deux ans.
Steve Davis est le plus titré, il a remporté l'épreuve quatre fois avec l'équipe d'Angleterre.

## Palmarès
| Année                            | Ville                            | Vainqueur                        | Finaliste                        | Score                            | Saison                           |
| World Challenge Cup (en équipes) | World Challenge Cup (en équipes) | World Challenge Cup (en équipes) | World Challenge Cup (en équipes) | World Challenge Cup (en équipes) | World Challenge Cup (en équipes) |
| -------------------------------- | -------------------------------- | -------------------------------- | -------------------------------- | -------------------------------- | -------------------------------- |
| 1979                             | Birmingham                       | Pays de Galles                   | Angleterre                       | 14–3                             | 1979-1980                        |
| 1980                             | Londres                          | Pays de Galles (2)               | Canada                           | 8–5                              | 1980-1981                        |
| World Team Classic (en équipes)  |                                  |                                  |                                  |                                  |                                  |
| 1981                             | Reading                          | Angleterre                       | Pays de Galles                   | 4–3                              | 1981-1982                        |
| 1982                             | Reading                          | Canada                           | Angleterre                       | 4–2                              | 1982-1983                        |
| 1983                             | Reading                          | Angleterre (2)                   | Pays de Galles                   | 4–2                              | 1983-1984                        |
| Coupe du monde (en équipes)      |                                  |                                  |                                  |                                  |                                  |
| 1985                             | Bournemouth                      | Irlande unifiée                  | Angleterre                       | 9–7                              | 1984-1985                        |
| 1986                             | Bournemouth                      | Irlande unifiée (2)              | Canada                           | 9–7                              | 1985-1986                        |
| 1987                             | Bournemouth                      | Irlande unifiée (3)              | Canada                           | 9–2                              | 1986-1987                        |
| 1988                             | Bournemouth                      | Angleterre (3)                   | Australie                        | 9–7                              | 1987-1988                        |
| 1989                             | Bournemouth                      | Angleterre (4)                   | « Reste du monde »               | 9–8                              | 1988-1989                        |
| 1990                             | Bournemouth                      | Canada (2)                       | Irlande du Nord                  | 9–5                              | 1989-1990                        |
| 1996                             | Bangkok                          | Écosse                           | Irlande                          | 10–7                             | 1996-1997                        |
| 2011                             | Bangkok                          | Chine                            | Irlande du Nord                  | 4–2                              | 2011-2012                        |
| 2015                             | Wuxi                             | Chine (2)                        | Écosse                           | 4–1                              | 2015-2016                        |
| 2017                             | Wuxi                             | Chine (3)                        | Angleterre                       | 4–3                              | 2017-2018                        |
| 2019                             | Wuxi                             | Écosse (2)                       | Chine                            | 4–0                              | 2019-2020                        |